# Kraljevsko nizozemsko društvo
Kraljevsko nizozemsko geografsko društvo (KNAG, niz. Koninklijk Nederlands Aardrijkskundig Genootschap) je organizacija geografa i ljubitelja geografije u Nizozemskoj. Broji 4000 članova i sponzorira predavanja o geografiji. Objavljuje znanstveni časopis Tijdschrift voor economische en sociale geografie (Dnevnik ekonomske i socijalne geografije) i Nederlandse Geografische Studies ili NGS (Nizozemski geografski studiji). Također ima veliku zbirku od oko 135,000 karata i 4500 atlasa koji se od 1880. godine nalaze u knjižnici na Sveučilištu u Amsterdamu.

## Povijest
Organizacija je osnovana 1873. nakon osnivanja sličnih organizacija u Francuskoj 1821. (Société de Géographie) i Ujedinjenom Kraljevstvu 1830. (Royal Geographical Society). Pieter Johannes Veth bio je prvi predsjednik KNAG-a. Društvo je organiziralo nekoliko ekspedicija u Surinam, otoke u arhipelagu Nizozemskih Indija, Južnoj Africi te je čak posjetilo domorodačka plemena u Sjevernoj Americi. Većina ekspedicija se sastojala od znanstvenika iz različitih disciplina, fotografa i mornaričkih časnika. Ponekad je bio potreban veći vojni kontingent ako je ekspedicija putovala u opasnija područja.
Članovi organizacije nisu bili samo znanstvenici. Politička elita i komercijalna elita (bankari, vlasnici tvornica, brodovlasnici i kapetani trgovačkih brodova) bili su također članovi. Društvo je imalo ekonomski plan rada jednako kao i znanstvenu misiju.
Kad su nizozemske kolonije postale nezavisne, rad KNAG-a fokusirao se sve manje na ekonomske probleme, te je sve više postajao zaokupljen znanstvenim pitanjima. Nizozemske Istočne Indije postale su nezavisne 1949., a Nizozemska Nova Gvineja postala je nezavisna 1962. godine. Posljednja ekspedicija KNAG-a bila je 1959. u Nizozemsku Novu Gvineju.

## Vanjske poveznice
- Službene stranice KNAG-a  Arhivirana inačica izvorne stranice od 10. listopada 2007. (Wayback Machine)
- The Royal Dutch Geographical Society and the Dutch East Indies, 1873-1914: from colonial lobby to colonial hobby  Arhivirana inačica izvorne stranice od 5. ožujka 2009. (Wayback Machine), Paul van der Velde, objavljeno u Geography and Imperialism 1820-1940, uredili Morag Bell, Robin Butlin i Michael Hefferman, str. 80-92, 1995.